# Anna Boden

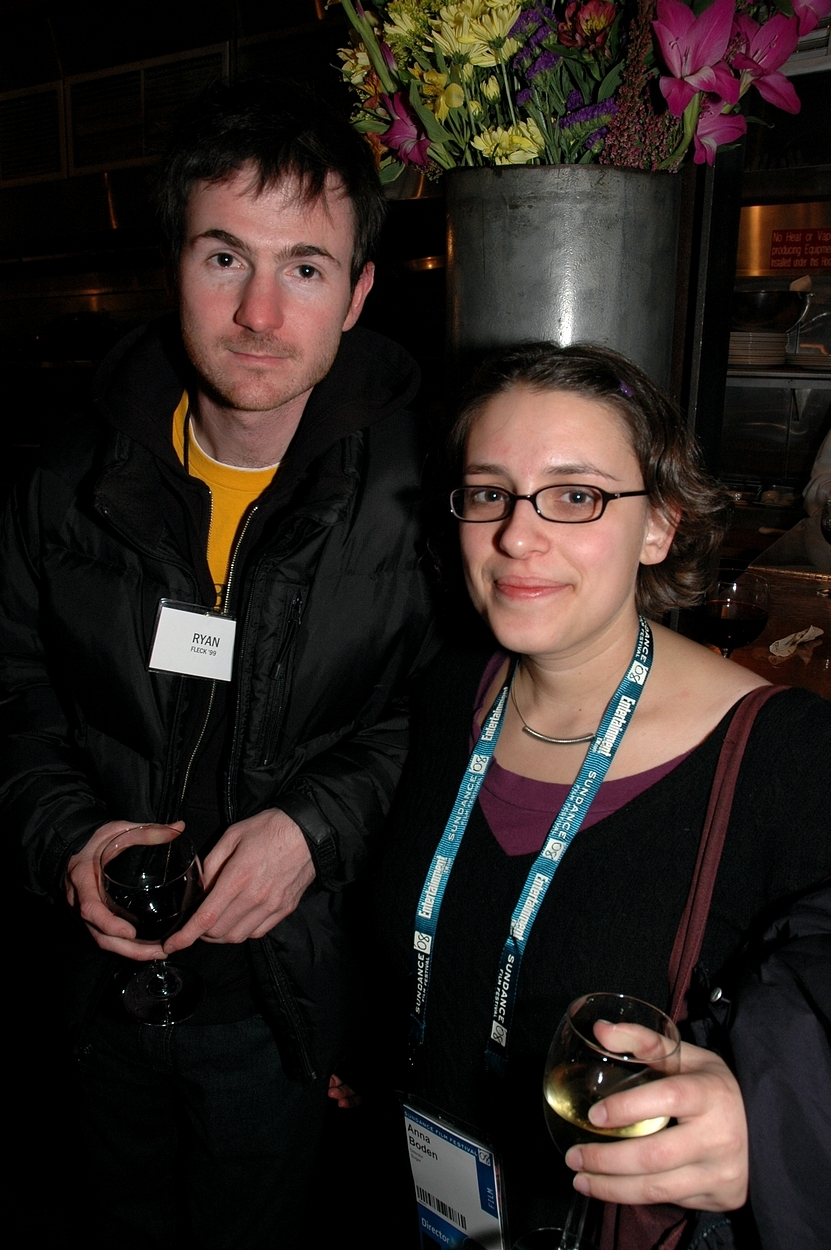
Ryan Fleck und Anna Boden (2008)

Anna Boden (* 1976) ist eine US-amerikanische Filmregisseurin, Drehbuchautorin und Filmproduzentin. Bei ihren Projekten arbeitet sie meist mit Ryan Fleck zusammen.

## Leben
Boden und Ryan Fleck lernten sich Ende der 1990er Jahre am Set eines Studentenfilms kennen. Boden studierte zu dieser Zeit an der Columbia University.
2002 setzten beide mit dem Dokumentar-Kurzfilm Have You Seen This Man? ihr erstes gemeinsames Projekt um. Zwei Jahre später entstand der Kurzfilm Gowanus, Brooklyn, für den Boden das Drehbuch schrieb. Ryan Fleck wurde beim Sundance Film Festival 2004 mit dem Preis für den besten Kurzfilm ausgezeichnet.
2006 folgte mit Half Nelson das erste Spielfilmprojekt des Teams, bei dem Ryan Gosling die Hauptrolle übernahm. Boden und Fleck arbeiteten auch zusammen an den Filmen Sugar und der Romanverfilmung It’s Kind of a Funny Story.
2019 entstand unter ihrer Regie Captain Marvel, der 21. Spielfilm innerhalb des Marvel Cinematic Universe. Nachfolgend realisierten sie vier Folgen von Mrs. America (2020) und den Episodenfilm Freaky Tales (2024).

## Filmografie (Auswahl)
Regie
- 2002: Have You Seen This Man? (Dokumentar-Kurzfilm)
- 2005: Young Rebels (Dokumentarfilm)
- 2008: Sugar
- 2010: It’s Kind of a Funny Story
- 2011: The Big C (Fernsehserie, 2 Episoden)
- 2015: Dirty Trip
- 2016–2017: Billions (Fernsehserie, 3 Episoden)
- 2019: Captain Marvel
- 2020: Mrs. America (Miniserie, 4 Folgen)
- 2024: Freaky Tales

Drehbuch
- 2004: Gowanus, Brooklyn (Kurzfilm)
- 2006: Half Nelson
- 2008: Sugar
- 2010: It’s Kind of a Funny Story
- 2015: Dirty Trip
- 2019: Captain Marvel
- 2024: Freaky Tales

Produzent
- 2004: Gowanus, Brooklyn (Kurzfilm)
- 2005: Young Rebels (Dokumentarfilm)
- 2006: Half Nelson